# Stefania Bivone
 (avril 2024).
Si vous disposez d'ouvrages ou d'articles de référence ou si vous connaissez des sites web de qualité traitant du thème abordé ici, merci de compléter l'article en donnant les références utiles à sa vérifiabilité et en les liant à la section « Notes et références ».
Stefania Bivone (née le 15 mai 1993 à Reggio de Calabre) est un mannequin italien, élue successivement Miss Calabre puis Miss Italie 2011. C'est la 72e Miss Italie

## Biographie
Stefania Bivone réside à Sinopoli avec ses parents, Giuseppe et Antonia, ses sœurs plus âgées et son jeune frère.[Quand ?]
Son rêve est de travailler dans le showbizz en tant que chanteuse[réf. nécessaire] ; elle a déjà enregistré quelques chansons de Noël.
Durant la soirée de son élection, elle a également remporté le titre de Miss Wella Professionals gamme 2011.
Elle a obtenu 74,8 % des voix, se classant devant Mayra Pietrocola.